# Asztrocita
Az asztrociták (az ógörögül ἄστρον, ástron, "csillag" és κύτος, kútos, "üreg", "sejt"), más néven asztroglia, jellegzetes csillag alakú gliasejtek az agyban és a gerincvelőben. Számos funkciót látnak el, beleértve a vér-agy gátat alkotó endothel sejtek biokémiai szabályozását, az idegszövet tápanyagokkal való ellátását, az extracelluláris ionegyensúly fenntartását, az agyi véráramlás szabályozását, valamint szerepet játszanak a helyreállításban és a hegesedésben. az agy és a gerincvelő folyamata fertőzést és traumás sérüléseket követően. Az asztrociták aránya az agyban nem jól meghatározott; az alkalmazott számlálási technikától függően a tanulmányok azt találták, hogy az asztrociták aránya régiónként változik, és az összes glia 20%-a és körülbelül 40%-a között mozog. Egy másik tanulmány szerint az asztrociták a legtöbb sejttípus az agyban. Az asztrociták a központi idegrendszer fő koleszterinforrásai. Az apolipoprotein E a koleszterint az asztrocitákból a neuronokba és más gliasejtekbe szállítja, szabályozva a sejtjelátvitelt az agyban. Az emberben lévő asztrociták hússzor nagyobbak, mint a rágcsálók agyában, és több mint tízszer annyi szinapszissal lépnek kapcsolatba.
Az 1990-es évek közepe óta végzett kutatások kimutatták, hogy az asztrociták stimuláció hatására nagy távolságra terjesztik az intercelluláris Ca2+-hullámokat, és a neuronokhoz hasonlóan Ca2+-függő módon bocsátanak ki transzmittereket (úgynevezett gliotranszmittereket). Az adatok azt sugallják, hogy az asztrociták Ca2+-függő glutamát felszabadulásával is jeleznek az idegsejtek felé. Az ilyen felfedezések az asztrocitákat az idegtudomány egyik fontos kutatási területévé tették.

## Fordítás
Ez a szócikk részben vagy egészben  az   Astrocyte című angol Wikipédia-szócikk ezen változatának fordításán alapul.  Az eredeti cikk szerkesztőit annak laptörténete sorolja fel. Ez a jelzés csupán a megfogalmazás eredetét és a szerzői jogokat jelzi, nem szolgál a cikkben szereplő információk forrásmegjelöléseként.